# The Real World
The Real World is een door MTV uitgezonden reality-televisieprogramma, oorspronkelijk geproduceerd door Mary-Ellis Bunim en Jonathan Murray. Het werd voor het eerst uitgezonden in 1992, was een van de eerste reality televisieprogramma's met een groot bereik en is nog altijd het langstlopende programma in de geschiedenis van MTV. Het programma begon in december 2014 aan haar dertigste seizoen. Na Bunim's dood aan borstkanker in 2004, bleef Murray het programma onder de naam Bunim/Murray Productions alleen produceren.

## Geschiedenis
De show gaat over zeven verschillende vreemden die samen voor een aantal maanden in een huis wonen, waarbij camera's hun leven registreren. Ieder seizoen verhuist het programma naar een andere stad binnen de Verenigde Staten. De enige vier seizoenen die zich buiten de Verenigde Staten afspeelden, waren The Real World Londen, The Real World Parijs, The Real World Sydney en The Real World Cancun. Het materiaal wordt verwerkt tot een halfuur durende aflevering bij seizoen 1 t/m 20. Bij de seizoenen 21 t/m 24 duren de afleveringen veertig minuten maar er zijn minder afleveringen. De introductie wordt elk seizoen door de zeven of acht huisgenoten voorgelezen:
"This is the true story, of seven strangers, picked to live in a house, work together and have their lives taped, to find out what happens, when people stop being polite, and start getting real. The Real World." 
Voordat het programma uitgezonden werd, liepen de makers rond met een "scriptversie". In plaats van zichzelf, zouden de vreemden (niet de New York cast) een eigen verhaal en karakter krijgen die ze moesten spelen (als een soort soap). Bunim & Murray besloten op het laatste moment van dit plan af te stappen en trokken zowel het concept als de cast terug. Ze dachten dat zeven verschillende mensen sowieso genoeg stof zou opleveren. Een van de huisgenotes van "seizoen 0" kreeg zelf nog (bescheiden) faam als inspreekster voor Beavis and Butt-Head, een andere serie van MTV.

## Seizoenen met cast
| 1. The Real World: New York (1992)             | Becky Blasband            | Andre Comeau                   | Heather B. Gardner             | Julie Gentry        | Norman Korpi             | Eric Nies             | Kevin Powell               | -                  | -                       | -              | -                        | -               | -           | -                |
| 2. The Real World: Los Angeles (1993)          | Aaron Behle               | Beth Stolarczyk                | David Edwards                  | Dominic Griffin     | Irene Berrera-Kearns     | Jon Brennan           | Tamisha "Tami" Roman       | Glen Naessens      | Beth Anthony            | -              | -                        | -               | -           | -                |
| 3. The Real World: San Francisco (1994)        | Cory Murphy               | Judd Winick                    | Mohammed Bilal                 | Pam Ling            | Pedro Zamora†            | David "Puck" Rainey   | Rachel Campos              | Joanna "Jo" Rhodes | -                       | -              | -                        | -               | -           | -                |
| 4. The Real World: London (1995)               | Kat Ogden                 | Neil Forrester                 | Jay Frank                      | Mike Johnson        | Lars Schlichting         | Jacinda Barrett       | Sharon Gitau               | -                  | -                       | -              | -                        | -               | -           | -                |
| 5. The Real World: Miami (1996)                | Sarah Becker              | Dan Renzi                      | Melissa Padrón                 | Joe Patane          | Cynthia Roberts          | Flora Alekseyeun      | Mike Lambert               | -                  | -                       | -              | -                        | -               | -           | -                |
| 6. The Real World: Boston (1997)               | Elka Walker               | Jason Cornwell                 | Montana McGlynn                | Genesis Moss        | Sean Duffy               | Kameelah Phillips     | Syrus Yarbrough            | -                  | -                       | -              | -                        | -               | -           | -                |
| 7. The Real World: Seattle (1998)              | Janet Choi                | Nathan Blackburn               | Rebecca Lord                   | Lindsay Brien       | Stephen Williams         | Irene McGee           | David Burns                | -                  | -                       | -              | -                        | -               | -           | -                |
| 8. The Real World: Hawaii (1999)               | Colin Mortensen           | Amaya Brecher                  | Matt Simon                     | Justin Deabler      | Margaret "Kaia" Beck     | Ruthie Alcaide        | Tecumseh "Teck" Holmes III | -                  | -                       | -              | -                        | -               | -           | -                |
| 9. The Real World: New Orleans (2000)          | Jamie Murray              | Matt Smith                     | Melissa Howard                 | Danny Roberts       | Kelley Limp              | Julie Stoffer         | David Broom                | -                  | -                       | -              | -                        | -               | -           | -                |
| 10. The Real World: Back To New York (2001)    | Coral Smith               | Kevin Dunn                     | Nicole Mitsch                  | Rachel Braband      | Mike Mizanin             | Lori Trespicio        | Malik Cooper               | -                  | -                       | -              | -                        | -               | -           | -                |
| 11. The Real World: Chicago (2002)             | Aneesa Ferreira           | Keri Evans                     | Tonya Cooley                   | Kyle Brandt         | Chris Beckman            | Cara Kahn             | Theo Gantt III             | -                  | -                       | -              | -                        | -               | -           | -                |
| 12. The Real World: Las Vegas (2002)           | Arissa Hill               | Frank Roessler                 | Trishelle Cannatella           | Brynn Smith         | Alton Williams           | Steven Hill           | Irulan Wilson              | -                  | -                       | -              | -                        | -               | -           | -                |
| 13. The Real World: Paris (2003)               | Clyde Daryn "Ace" Amerson | Chris "C.T." Tamburello        | Adam King                      | Christina Trainor   | Leah Gillingwater        | Mallory Snyder        | Simon Sherry-Wood          | -                  | -                       | -              | -                        | -               | -           | -                |
| 14. The Real World: San Diego (2004)           | Brad Fiorenza             | Robin Hibbard                  | Jamie Chung                    | Cameran Eubanks     | Randy Barry              | Jacquese Smith        | Frankie Abernathy†         | Charlie Dordevich  | -                       | -              | -                        | -               | -           | -                |
| 15. The Real World: Philadelphia (2004)        | Karamo Brown              | Landon Lueck                   | M.J. Garrett                   | Melanie Silcott     | Shavonda Bilingslea      | William Hernandez     | Sarah Burke                | -                  | -                       | -              | -                        | -               | -           | -                |
| 16. The Real World: Austin (2005)              | Rachel Moyal              | Wes Bergmann                   | Johanna Botta                  | Danny Jamieson      | Melinda Stolp            | Nehemiah Clark        | Lacey Buehler              | -                  | -                       | -              | -                        | -               | -           | -                |
| 17. The Real World: Key West (2006)            | Paula Meronek             | Johnny Devenanzio              | Janelle Casanave               | Svetlana Shusterman | Jose Tapia               | Tyler Duckworth       | Zach Mann                  | -                  | -                       | -              | -                        | -               | -           | -                |
| 18. The Real World: Denver (2006)              | Colie Edison              | Davis Mallory                  | Jenn Grijalva                  | Brooke LaBarbera    | Tyrie Ballard            | Alex Smith            | Stephen Nichols            | -                  | -                       | -              | -                        | -               | -           | -                |
| 19. The Real World: Sydney (2007)              | KellyAnne Judd            | Cohutta Grindstaff             | Dunbar Flinn                   | Isaac Stout         | Trisha Cummings          | Parisa Montazaran     | Shauvon Torres             | Ashli Robson       | -                       | -              | -                        | -               | -           | -                |
| 20. The Real World: Hollywood (2008)           | Brianna Taylor            | Kimberly Alexander             | David Malinosky                | Sarah Ralston       | William Gilbert          | Joey Kovar†           | Greg Halstead              | Brittini Sherrod   | Nick Brown              | -              | -                        | -               | -           | -                |
| 21. The Real World: Brooklyn (2009)            | Baya Voce                 | Sarah Rice                     | Katelynn Cusanelli             | Chet Cannon         | Scott Herman             | Ryan Conklin          | Devyn Simone               | J.D. Ordoñez       | -                       | -              | -                        | -               | -           | -                |
| 22. The Real World: Cancun (2009)              | Ayiiia Elizarraras        | Bronne Bruzgo                  | Christian Koegel               | Derek Chavez        | Emilee Fitzpatrick       | Jasmine Reynaud       | Joey Rozmus                | Jonna Mannion      | -                       | -              | -                        | -               | -           | -                |
| 23. The Real World: Washington D.C. (2010)     | Andrew Woods              | Ashley Lindley                 | Callie Walker                  | Emily Schromm       | Erika Wasilewski         | Josh Colon            | Mike Manning               | Ty Ruff            | -                       | -              | -                        | -               | -           | -                |
| 24. The Real World: Back To New Orleans (2010) | Ashlee Feldman            | Eric Patrick                   | Jemmye Carroll                 | McKenzie Coburn     | Preston Roberson-Charles | Ryan Knight†          | Ryan Leslie                | Sahar Dika         | -                       | -              | -                        | -               | -           | -                |
| 25. The Real World: Back To Las Vegas (2011)   | Dustin Zito               | Heather Cooke                  | Heather Marter                 | Leroy Garrett       | Michael Adam Royer       | Nany González         | Naomi Defensor             | Michael Ross       | -                       | -              | -                        | -               | -           | -                |
| 26. The Real World: Back To San Diego (2011)   | Alexandra Govere          | Ashley Kelsey                  | Frank Sweeney                  | Nate Stodghill      | Priscilla Mendez         | Samantha "Sam" McGinn | Zach Nichols               | -                  | -                       | -              | -                        | -               | -           | -                |
| 27. The Real World: Saint Thomas (2012)        | Marie Roda                | Brandon Kane                   | Walter "Trey" Weatherholtz III | Laura Waller        | Brandon Swift            | LaToya Jackson        | Robb Schreiber             | -                  | -                       | -              | -                        | -               | -           | -                |
| 28. The Real World: Portland (2013)            | Anastasia Miller          | Jordan Wiseley                 | Marlon Williams                | Averey Tressler     | Jessica McCain           | Johnny Reilly         | Joi Niemeyer               | Nia Moore          | -                       | -              | -                        | -               | -           | -                |
| 29. Real World: Ex-Plosion (2014)              | Arielle Scott             | Ashley Mitchell                | Cory Wharton                   | Jamie Larson        | Jay Mitchell             | Jenny Delich          | Thomas Buell               | Ashley Ceaser      | Brian Williams, Jr.     | Hailey Chivers | Jenna Compono            | Lauren Ondersma | -           | -                |
| 30. Real World: Skeletons (2014)               | Bruno Bettencourt         | Jason Hill                     | Madison Walls                  | Nicole Zanatta      | Sylvia Elsrode           | Tony Raines           | Violetta Millerman         | -                  | -                       | -              | -                        | -               | -           | -                |
| 31. Real World: Go Big or Go Home (2016)       | CeeJai Jenkins            | Christopher "Chris" Ammon Hall | Dean Bart-Plange               | Dione Mariani       | Jenna Thomason           | Kailah Casillas       | Sabrina Kennedy            | Dylan Moore        | -                       | -              | -                        | -               | -           | -                |
| 32. Real World Seattle: Bad Blood (2016)       | Anika Rashaun             | Jordan Anderson                | Katrina Stack                  | Mike Crescenzo      | Robbie Padovano          | Theo King-Bradley     | Tyara Hooks                | Anna Stack         | Jennifer "Jenn" Geoghan | Kassius Bass   | Kimberly "Kim" Johansson | Orlana Russell  | Peter Romeo | Will Groomes III |

## Trivia
- Het eerste Nederlandstalige vergelijkbare programma was "Nummer 28", dat in 1991 werd uitgezonden in het jongerenblok van de KRO. Volgens de maker van dit programma zou het concept van Nummer 28 gebruikt zijn voor het maken van "The Real World", maar dit heeft hij juridisch nooit hard kunnen maken.
- Een andere soortgelijke serie van The Real World is Road Rules. Bij Road Rules wonen voor een paar maanden 6 vreemde mensen samen in een caravan. Elke dag moeten ze een missie doen. Als er meerdere missies niet zijn voltooid wordt er iemand weggestemd die wordt vervangen door iemand anders. De serie is na 13 seizoenen gestopt in 2004 en voor één laatste seizoen weer in 2007.
- Van de serie The Real World en de zusterserie serie Road Rules is ook nog een serie gemaakt genaamd The Challenge, voorheen The Real World/Road Rules Challenge. Waarvan er ondertussen 31 seizoenen zijn gemaakt. De serie draait nog steeds. Bij The Challenge bestaat de cast uit mensen die mee hebben gedaan aan The Real World, Road Rules en sinds seizoen 26 Are You The One?. Ook doen er zogenaamde Fresh Meat mee. Dat zijn mensen die niet hun debuut hebben gemaakt bij The Real World, Road Rules of Are You The One?, maar bij seizoen 12 (Fresh Meat), seizoen 19 (Fresh Meat II) en seizoen 27 (Battle of the Bloodlines).
- Bij seizoen 2, 3, 14, 19, 20, 22, 24 en 25, 27, 28, 29, 31 en 32 zijn er cast members naar huis gestuurd om verschillende redenen bijvoorbeeld gewelddadig gedrag of iets waar ze thuis naartoe moeten. Bij seizoen 2 (Los Angeles), seizoen 19 (Sydney) en bij seizoen 20 (Hollywood) zijn er zelfs twee mensen naar huis gestuurd.
- Er was ook een show gehouden (in 2008) waarbij diverse leden van cast 1 t/m 20 aanwezig waren. De show heet The Real World Awards Bash. Bij de show werden er prijzen weggegeven aan de genomineerden. Denver en Austin waren de grote winnaars met 3 prijzen. Hoewel de prijs voor beste seizoen naar The Real World: Austin is gegaan. The Real World: Key West en The Real World: San Diego hebben ook allebei 2 prijzen gewonnen.